# ایستگاه راه‌آهن شانگهای هونگکیائو
ایستگاه راه‌آهن شانگهای هونگکیائو (انگلیسی: Shanghai Hongqiao railway station) یکی از چهار ایستگاه راه‌آهن بزرگ در شهر شانگهای، چین است است که در کنار فرودگاه بین‌المللی شانگهای هونگچیائو واقع شده‌است.
این ایستگاه که در سال ۲۰۱۰ تأسیس شده به قطار تندرو پکن–شانگهای، قطار تندرو شانگهای–هانگژو و راه‌آهن بین‌شهری شانگهای–نانجینگ متصل است. ایستگاه شانگهای هونگکیائو با مساحت کلی ۱٫۳ میلیون مترمربع، بزرگترین ایستگاه راه‌آهن آسیا است و روزانه ۲۱۰٬۰۰۰ نفر مسافر را جابه‌جا می‌کند.

## نگارخانه

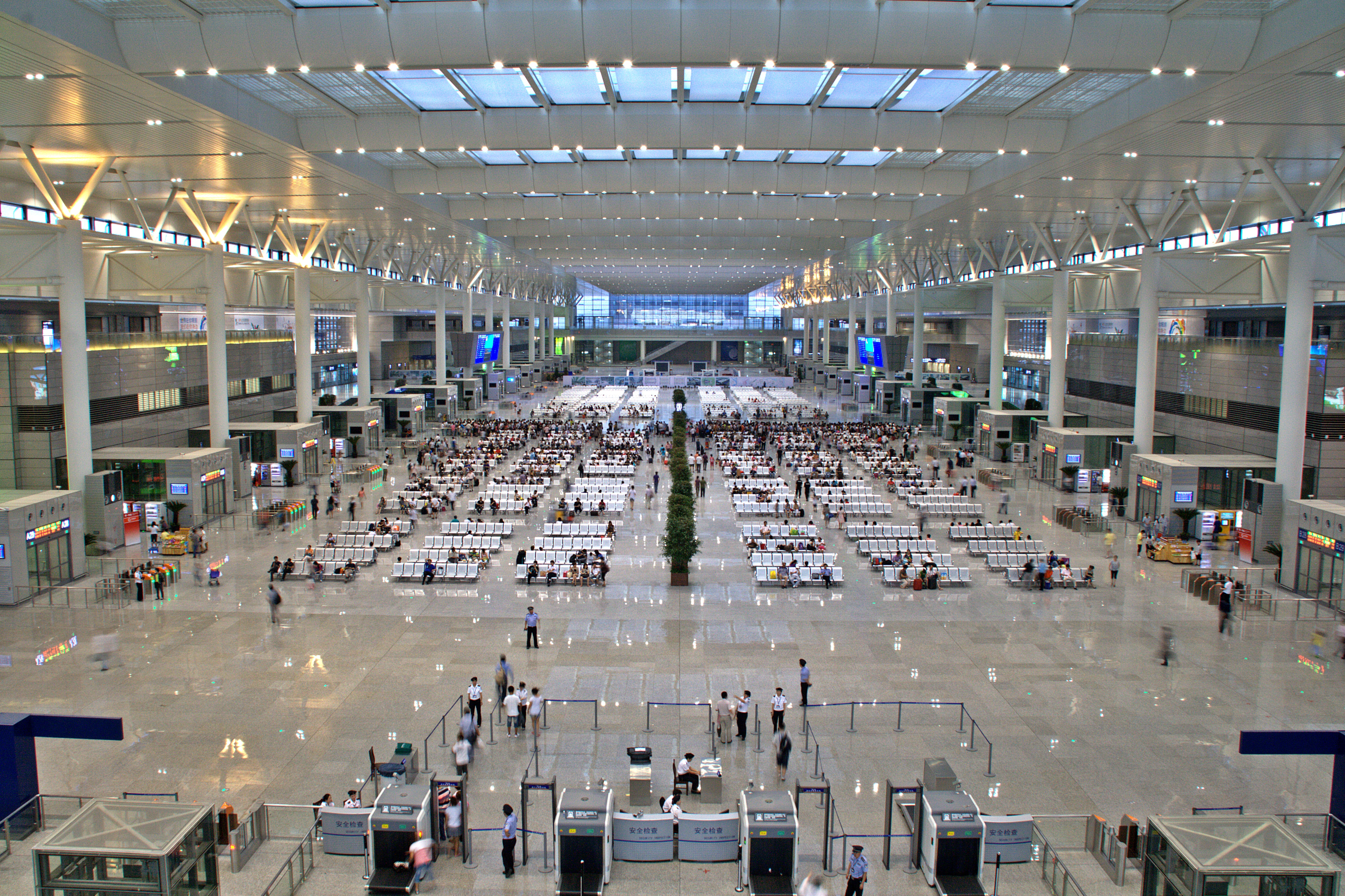
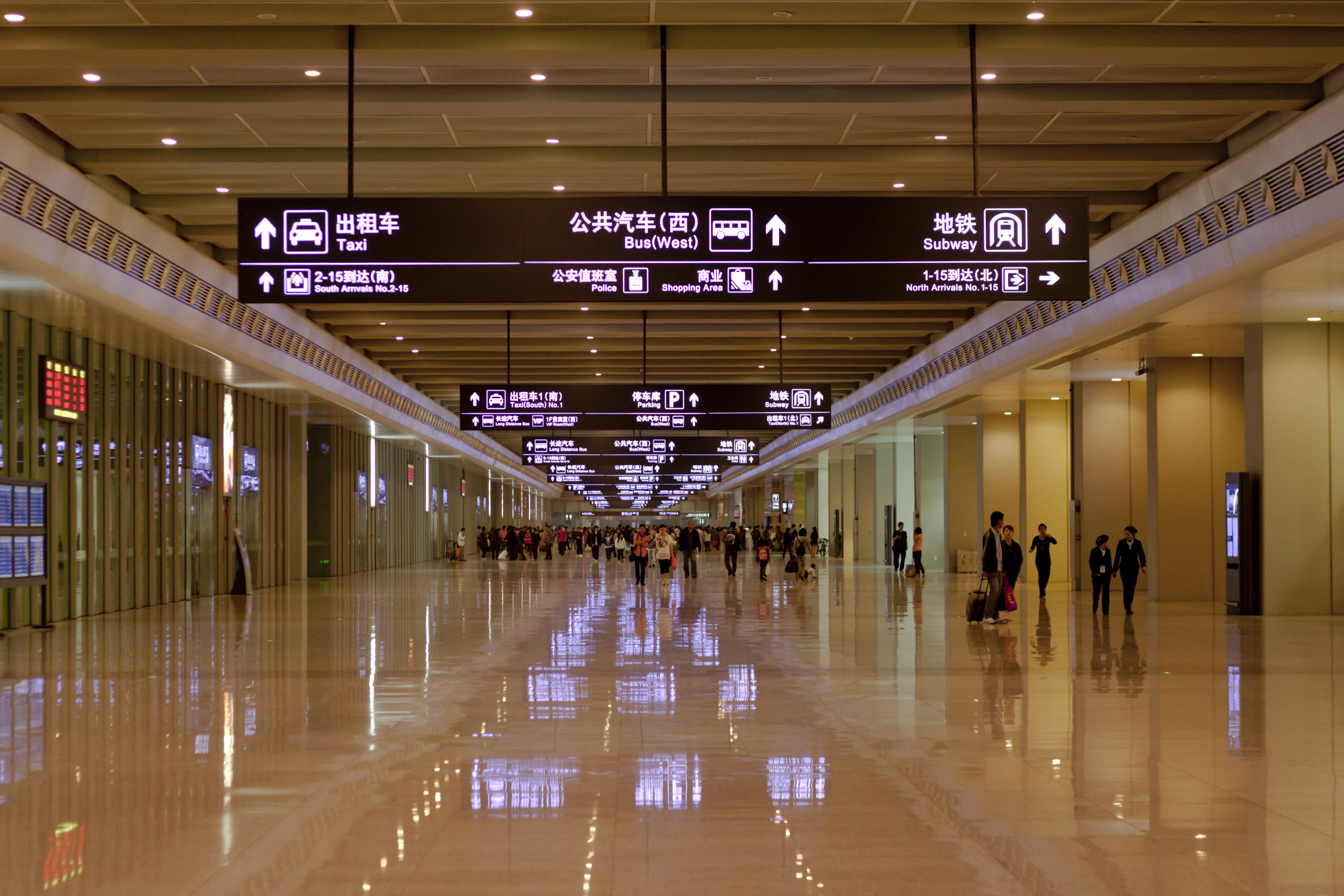
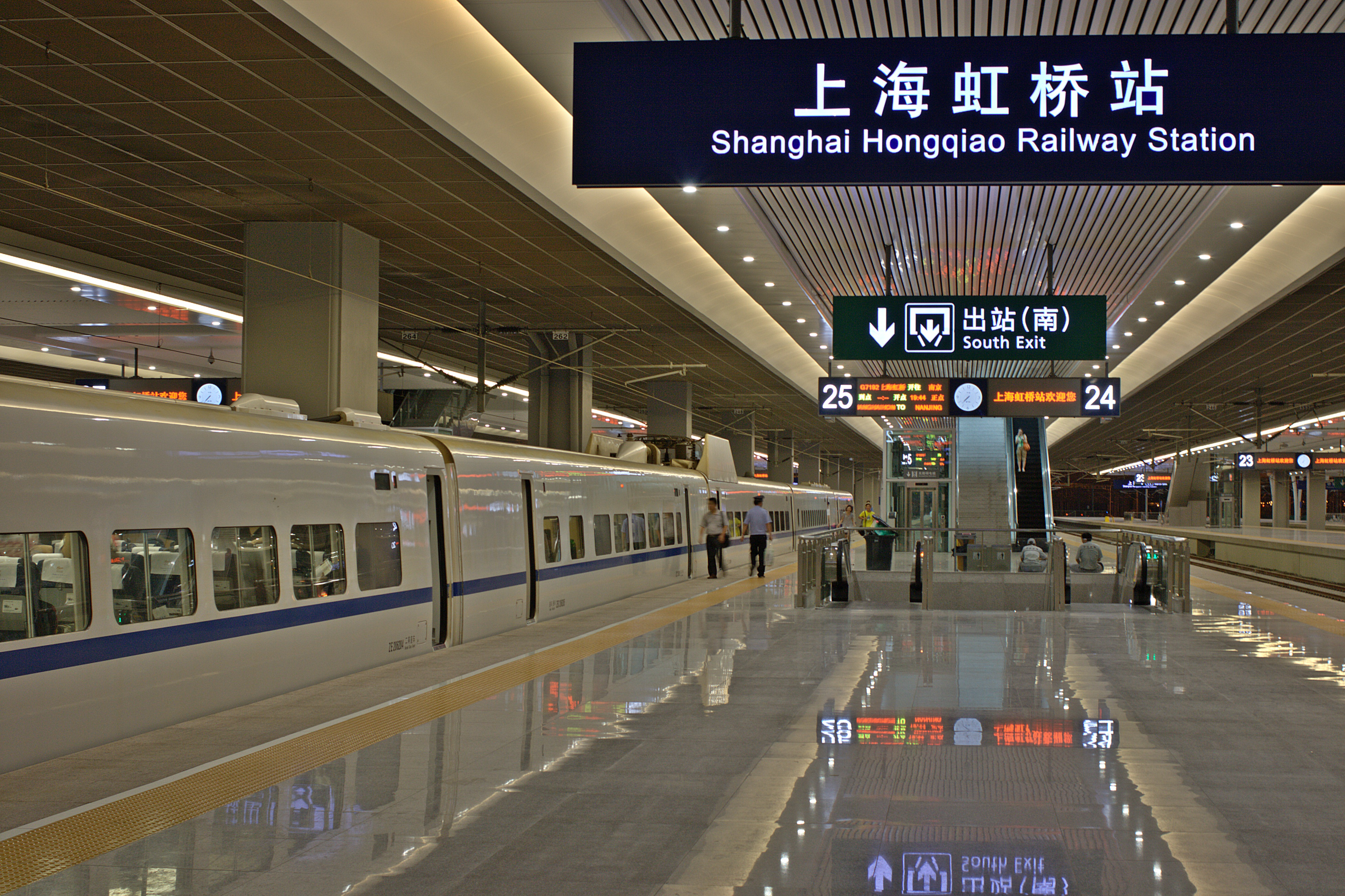
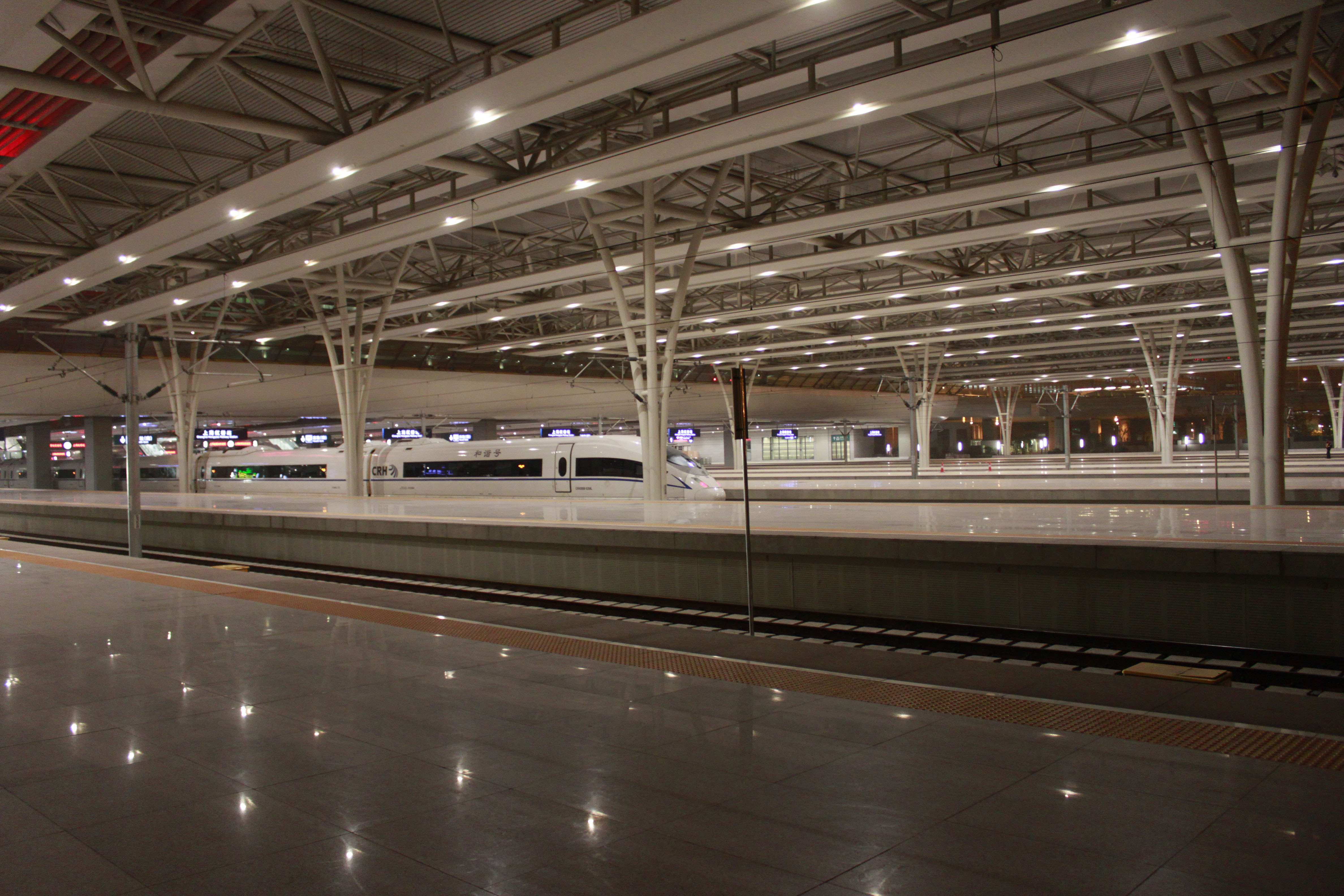